# Paweł Dadlez
Paweł Marian Dadlez (* 1. Februar 1904; † 18. Mai 1940 in Rawa Ruska) war ein polnischer Maler, Grafiker und Hochschullehrer.

## Leben
Von 1922 bis 1927 studierte Dadlez an der Kunstakademie in Krakau unter Władysław Jarocki und Jan Wojnarski. 1928/1929 setzte er seine Studien an der Pariser Dependance der Krakauer Hochschule – unter Józef Pankiewicz – fort. Anschließend hielt er sich in Italien auf. 1931 kehrte er nach Krakau zurück und arbeitete als Assistent an der Lehrstuhl für Zeichnen seiner Alma Mater. Im Jahr 1938 wurde er Professor für allgemeines Zeichnen und Bildhauerei-Zeichnen. Zu seinen Schülern gehörte Tadeusz Brzozowski und Janina Kraupe-Świderska. Er war Soldat im Septemberfeldzug 1939 und wurde von den Deutschen gefangen genommen. Er starb im Mai 1940 auf einem Zugtransport in ein Gefangenenlager außerhalb des Landes.

## Werk
Die Arbeiten von Dadlez werden vom Realismus dominiert und in einer späteren Phase durch Elemente des Polnischen Kolorismus bereichert. Seine Stillleben erinnern an die alten holländischen Meister und an das Werk von Jean Siméon Chardin. Seine Motive sind häufig schlichte Gegenstände des täglichen Gebrauchs, die Darstellung ungekünstelt. Neben Stillleben malte er Porträts, Akte und Genrebilder. Er befasste sich auch mit verschiedenen grafischen Techniken (Kaltnadelradierung, Linol- und Holzschnitt).
Dadlez wurde mehrfach in Polen ausgestellt, unter anderem von der Towarzystwo Artystów Polskich „Sztuka“ und der „Kwadryga“. 1936 wurden seine Bilder bei den Kunstwettbewerben der Olympischen Sommerspiele gezeigt. Bilder von Dadlez befinden sich unter anderem im Besitz des Nationalmuseum Posen, des Kattowitzer Schlesischen Museums (Muzeum Śląskie) und des Stanislaw-Fischer-Museums in Bochnia.